# Tamaki Uchiyama
Tamaki Uchiyama (内山 環 Uchiyama Tamaki?,  nacido el 13 de diciembre de 1972 en Hyogo) es una exfutbolista japonesa que jugaba como delantero.
Uchiyama jugó 58 veces y marcó 26 goles para la selección femenina de fútbol de Japón entre 1991 y 1999. Uchiyama fue elegida para integrar la selección nacional de Japón para los Copa Mundial Femenina de Fútbol de 1991, 1995, 1999 y Juegos Olímpicos de Verano de 1996.

## Trayectoria

### Clubes
| Club                  | País  | Año         |
| --------------------- | ----- | ----------- |
| Tasaki Kobe Ladies    | Japón | 1989 - 1991 |
| Prima Ham FC Kunoichi | Japón | 1992 - 1999 |

### Selección nacional
| Selección | País  | Año         |
| --------- | ----- | ----------- |
| Absoluta  | Japón | 1991 - 1999 |

## Estadística de equipo nacional
| Selección femenina de fútbol de Japón | Selección femenina de fútbol de Japón | Selección femenina de fútbol de Japón |
| Año                                   | Partidos                              | Goles                                 |
| ------------------------------------- | ------------------------------------- | ------------------------------------- |
| 1991                                  | 6                                     | 3                                     |
| 1992                                  | 0                                     | 0                                     |
| 1993                                  | 0                                     | 0                                     |
| 1994                                  | 5                                     | 1                                     |
| 1995                                  | 9                                     | 9                                     |
| 1996                                  | 8                                     | 3                                     |
| 1997                                  | 6                                     | 4                                     |
| 1998                                  | 10                                    | 2                                     |
| 1999                                  | 14                                    | 4                                     |
| Total                                 | 58                                    | 26                                    |